# Gonia auriceps
Gonia auriceps är en tvåvingeart som beskrevs av Johann Wilhelm Meigen 1826. Gonia auriceps ingår i släktet Gonia och familjen parasitflugor. Inga underarter finns listade i Catalogue of Life.